# Nesrin
Nesrin (oder in französischer Umschrift: Nesrine) ist ein weiblicher Vorname.

## Herkunft und Bedeutung
Nesrin ist ein kurdischer, türkischer und persischer weiblicher Vorname persischer Herkunft. Die persische Form des Namens (persisch نسرین) ist Nasrin mit der Bedeutung „Wildrose“.

## Namensträgerinnen
- Nesrin Berwari (Nesrîn Mistefa Berwarî; * 1967), kurdische Politikerin im Irak
- Nesrine Belmokh (* 1982), französische Musikerin
- Nesrine Brinis (* 1990), tunesische Stabhochspringerin
- Nesrin Cavadzade (* 1982), türkisch-aserbaidschanische Schauspielerin
- Nesryne El Chad (* 2003), marokkanische Fußballspielerin
- Nesrine Houili (* 2003), algerischer Radrennfahrer
- Nesrin Şamdereli (* 1979), deutsch-türkische Drehbuchautorin
- Nesrin Ulusu (* 1974), türkisch-alevitische Sängerin und Saz-Spielerin

## Belege
1. ↑  Nesrin im Namenswörterbuch der türkischen Sprache (Memento des Originals vom 8. April 2019 im Internet Archive)  Info: Der Archivlink wurde automatisch eingesetzt und noch nicht geprüft. Bitte prüfe Original- und Archivlink gemäß Anleitung und entferne dann diesen Hinweis. (türk.)
2. ↑  Nesrin auf behindthename.com (engl.)
3. ↑  Nasrin auf behindthename.com (engl.)